# Dom van Viborg
De Domkerk van Onze Lieve Vrouw (Deens: Vor Frue Kirke) in de Deense plaats Viborg is de domkerk van het lutherse bisdom Viborg.

## Geschiedenis

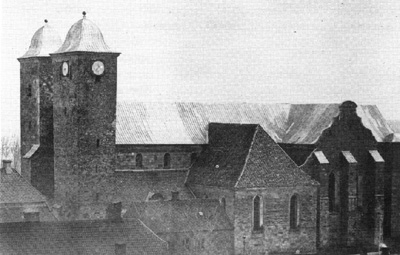
de domkerk voor 1864

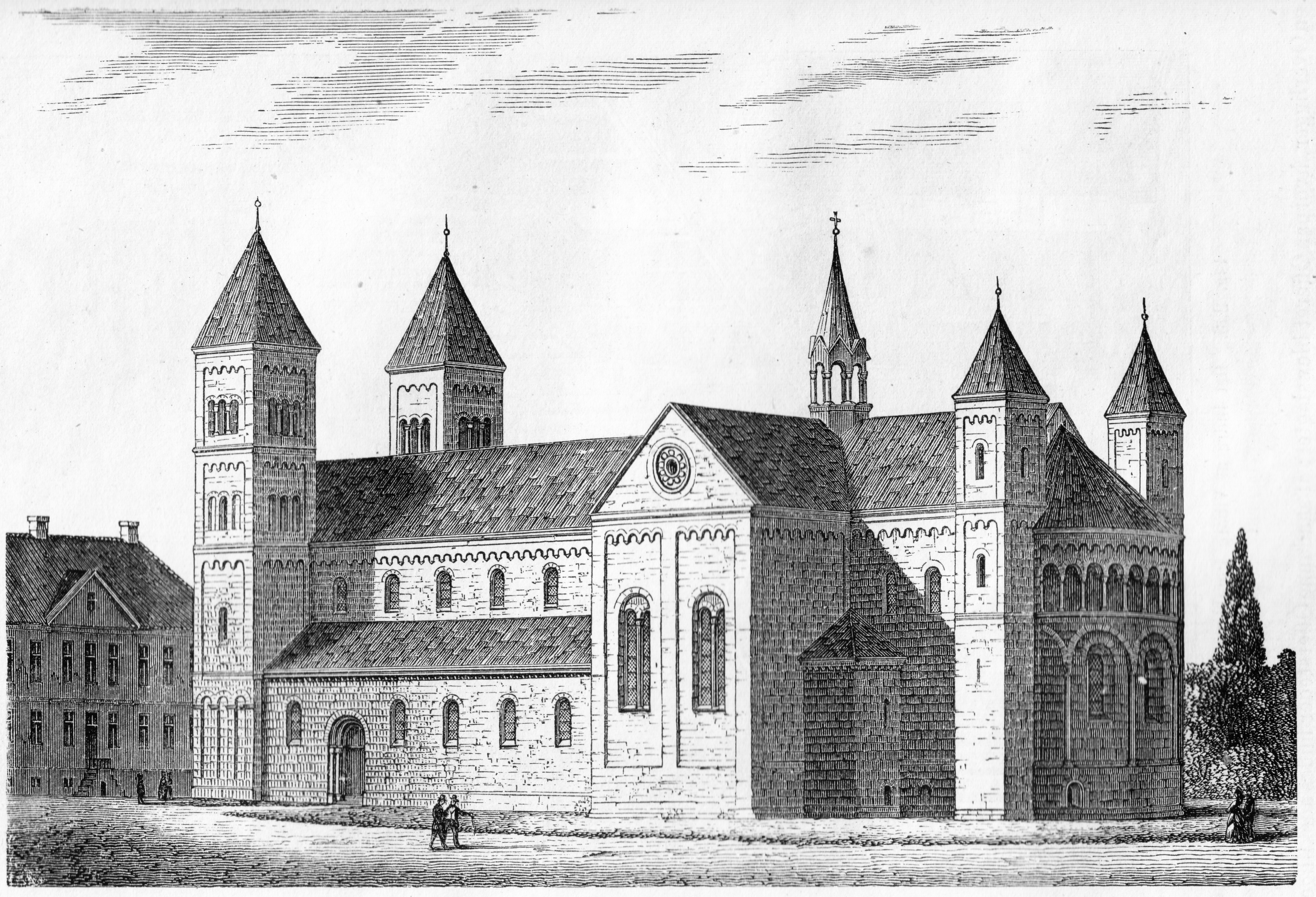
de nieuwe dom

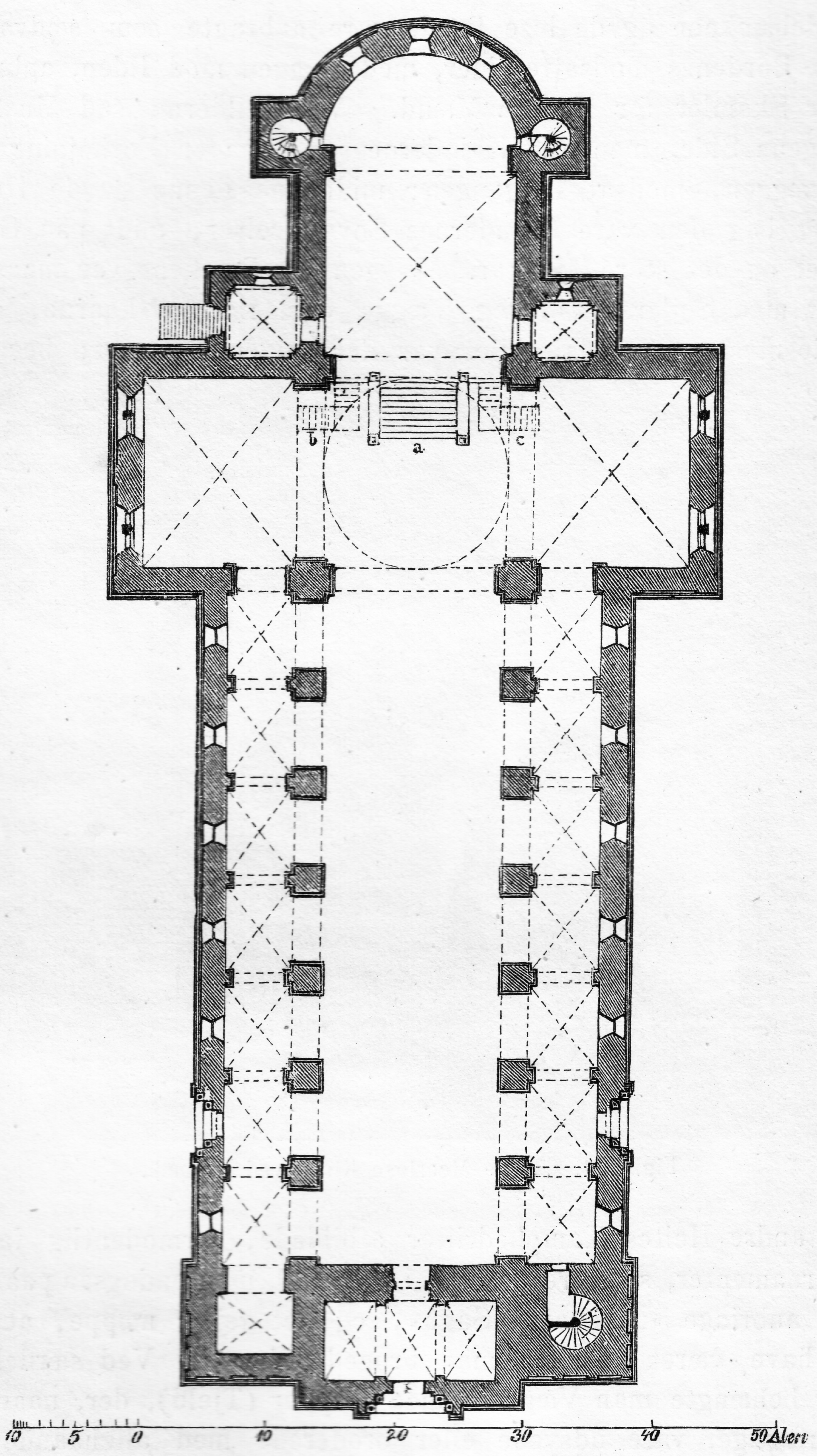
grondplan

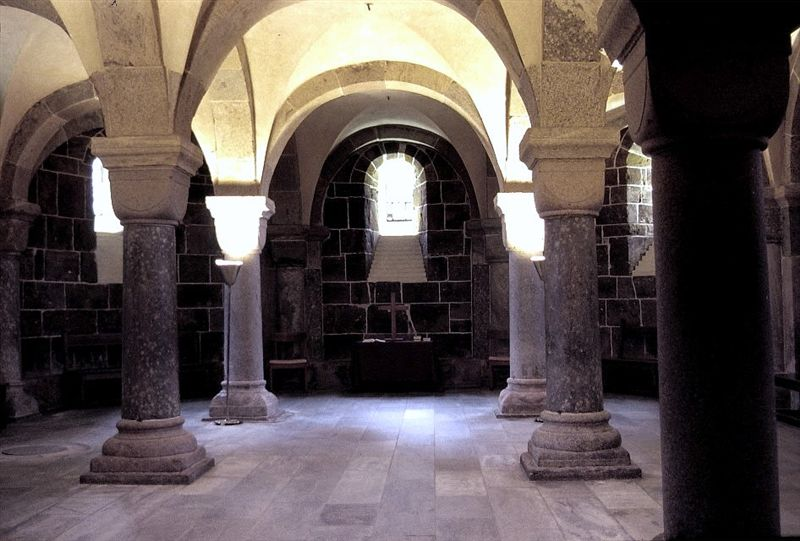
crypte

Tijdens het bewind van koning Sven II werd Jutland in het jaar 1065 in vier bisdommen verdeeld, waaronder het bisdom Viborg. Omstreeks 1100 begon de bouw aan de kathedraal op de plaats waar eerder (ongetwijfeld een houten) kerk uit circa 980 en tegenwoordig de huidige dom staat. Het bouwmateriaal van de nieuwe romaanse dom (een schip, een laag koor, een dwarsschip en dubbele torens) bestond uit graniet, kalksteen, diverse soorten zandsteen en rode baksteen.
Tot de invoering van de reformatie (1530) gold het graf van de in 1188 heilig verklaarde domproost Kjeld in de dom als bedevaartsbestemming.
Een brand door blikseminslag in 1501 vernietigde het westelijke deel van de kerk. Een andere brand verwoestte de kerk in 1567. De grootste ramp vond op 27 juni 1726 plaats toen een brand grote delen van Viborg in de as legde. Van de kathedraal bleven slechts de muren staan. Na de verwoesting werd de kathedraal van 1726 tot 1770 in barokke vormen herbouwd door de Sleeswijkse architect Claus Stallknecht (1681– 3 maart 1734). Het metselwerk van de oude muren bleek echter grotere schade te hebben geleden dan aanvankelijk gedacht en in de loop van de 19e eeuw werd de kerk zo bouwvallig, dat er sluiting volgde in 1862. Er werd besloten dat de kerk geheel zou worden gesloopt en herbouwd op de oude fundamenten in een stijl die toen werd beschouwd als de oorspronkelijke romaanse stijl.
In 1863 volgde de afbraak van de oude dom. De nieuwbouw werd in 1876 voltooid. De bouw werd sterk beïnvloed door de bouwkundige ideeën van Niels Laurits Høyen (4 juni 1798–29 april 1870), de eerste kunsthistoricus van het land, en werd uitgevoerd door de architecten Niels Sigfred Nebelong (14 oktober 1806–9 oktober 1871) en Carl Julius Gundersen Tholle (21 juli 1831-7 november 1871); na hun beider overlijden door Hermann Baagøe Storck (18 februari 1839–4 december 1922).
Door de consequente toepassing van de romaanse bouwstijl heeft men getracht het oorspronkelijke aanzien van de kerk zoveel mogelijk te reconstrueren. Critici vonden destijds en later echter dat het zuiver neoromaanse bouwwerk te veel volgens de leerboekjes was gebouwd. Ook zou de keuze van de gebruikte bouwmaterialen weinig te maken hebben met het toegepaste bouwmateriaal in de 12e eeuw.
Grote restauraties van de dom vonden in 1954-1956 en 1996-1997 plaats. In de beide torens hangen vijf klokken, de middeleeuwse klokken werden tijdens de band van 1726 vernietigd. Drie van de huidige klokken, waaronder de grootste, werden in 1730 door Caspar Kønig gegoten. Een andere klok gegoten door Meilstrup de Oudere dateert van 1837.

## Beschrijving
De huidige kathedraal is een drieschepige kruiskerk. Het gebouw is 70 meter lang en bijna 23 meter breed. De twee westelijke torens zijn 42 meter hoog en worden afgesloten door een piramidedak. Aan weerszijden van het koor bevinden zich twee lagere torens, eveneens afgesloten met een piramidedak. Op de kruising heeft de kerk een vieringtorentje. Aan de oostkant werd de apsis aangebouwd met granieten reliëfdecoraties van twee leeuwen en meer naar boven aan weerszijden van het venster een menselijk gezicht. Een van de leeuwenfiguren werd afgebeeld op een eerder verschenen 200 kronen biljet.

## Interieur
Uit de oude kathedraal is weinig bewaard gebleven. Onder de viering van de kerk staat een grote zevenarmige kandelaar, gemaakt in Lübeck in 1494. Het middeleeuwse kruisbeeld boven het doopvont is afkomstig uit een andere kerk. Op de westelijke muur zijn resten van de middeleeuwse koorbanken. In de noordwestelijke hoek van de kerk is bij ingang van een grafkelder mooi smeedijzeren hekwerk te zien. In de zuidwestelijke hoek is een epitaaf van de leden van de familie Sehested.
De rest van het kerkinterieur stamt vrijwel geheel uit de wederopbouwjaren 1870. Het vergulde altaar is een vergrote weergave van de altaren zoals die in veel Jutlandse dorpskerken zijn te vinden. Het betreft een ontwerp van H.B. Storch en werd gebouwd door C.C. Peters. De op granieten zuilen rustende preekstoel werd door C.J. Rosenfalk van Bremen zandsteen vervaardigd. Op hun beurt rusten de zuilen op granieten leeuwen, gemaakt door de beeldhouwer H.V. Bissen. Mooi zijn de acht bronzen engelen tussen de pijlers in het kerkschip die in hun handen de lampen houden en de twee engelen in het koor met in hun handen een verlichtingskrans (ontworpen door Joakim Skovgaard en uitgevoerd door de kunstenaar Thorvald). Het huidige orgel werd gebouwd door de orgelbouwer Marcussen & Son in 1966. Het instrument heeft 64 registers, verdeeld over 4 manualen en pedaal.
De muren, bogen, het plafond en de gewelven in de kerk zijn voorzien van beschilderingen met voorstellingen uit de Bijbel van Adam en Eva tot de eindtijd. Joakim Skovgaard heeft de fresco's ontworpen en samen met een aantal medewerkers in de periode 1901-1906 aangebracht.

## Graven
De kerk is de laatste rustplaats van bisschop Kjeld. Al in zijn leven had de bisschop de reputatie van een zeer vrome man die wonderen kon verrichten. Vrijwel onmiddellijk na zijn overlijden op 27 september 1150 werden meer wonderen gemeld; twaalf blinde personen kregen na gebed bij het graf van de bisschop het gezichtsvermogen terug. Daarom werd hij met de zegen van de paus in 1189 zalig verklaard door bisschop Absalon. Hij wordt alleen erkend als een plaatselijke heilige. Het reliquarium van de bisschop ging tijdens een van de branden verloren De kapel die zijn naam droeg stond vroeger aan de noordzijde van de dom, maar werd samen met de oude kathedraal gesloopt.
Eveneens in de kerk werd bisschop Gunner (* 1152- † 25 augustus 1251) begraven. Hij werd pas op 70-jarige leeftijd als bisschop benoemd omdat men het niet eens kon worden over een andere bisschop. Tijdens zijn ambt maakte Gunner zich zeer verdienstelijk met het mede opstellen van en het schrijven van een voorwoord voor de Jutland Wet (Deens: Jydske Lov) van 1241. Toen de bisschop de leeftijd van 94 bereikte, smeekte hij de paus om te mogen aftreden als bisschop. Hij kreeg toestemming van de paus, maar was nog altijd bisschop toen hij stierf op 99-jarige leeftijd. Van het graf van de bisschop ontbreekt ieder spoor.
Voor het altaar ligt in het koor een zwarte zerk, die de plaats markeert waar Erik V werd begraven, nadat hij op 22 november 1286 werd vermoord in Finderup.
In de driebeukige crypte, het oudste deel van de kerk, bevinden zich meer graven.

## Afbeeldingen

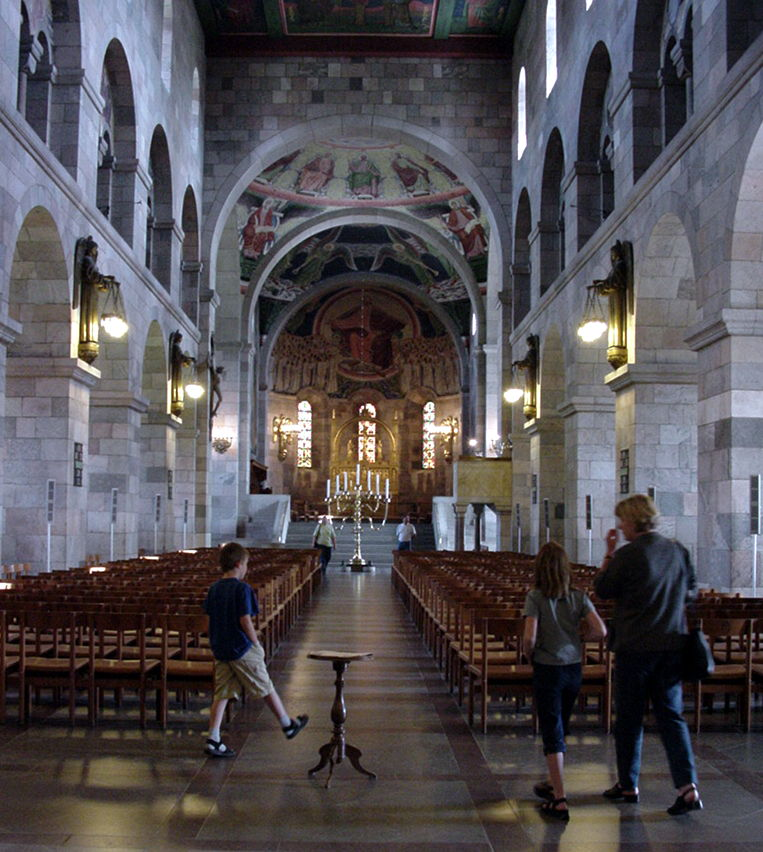
Interieur
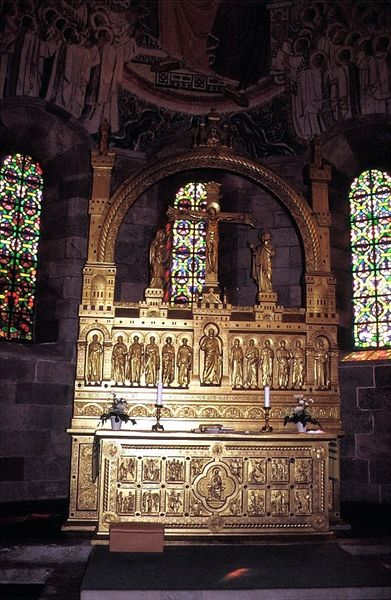
Altaar
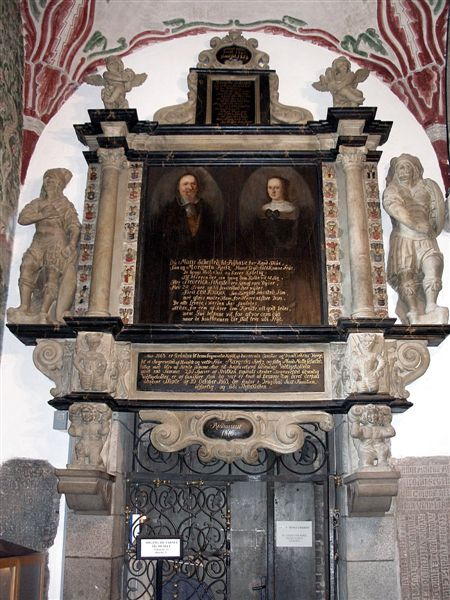
Epitaaf
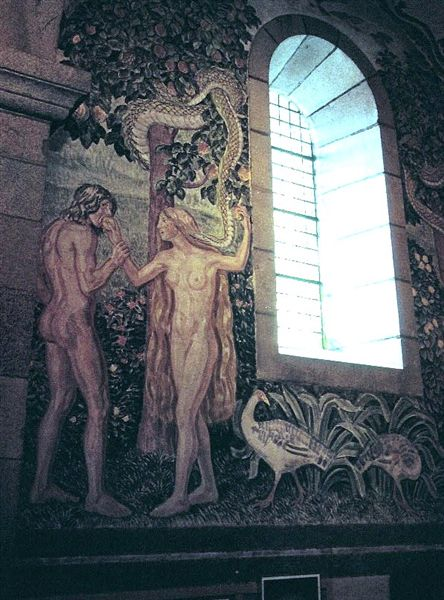
Fresco van de Zondeval
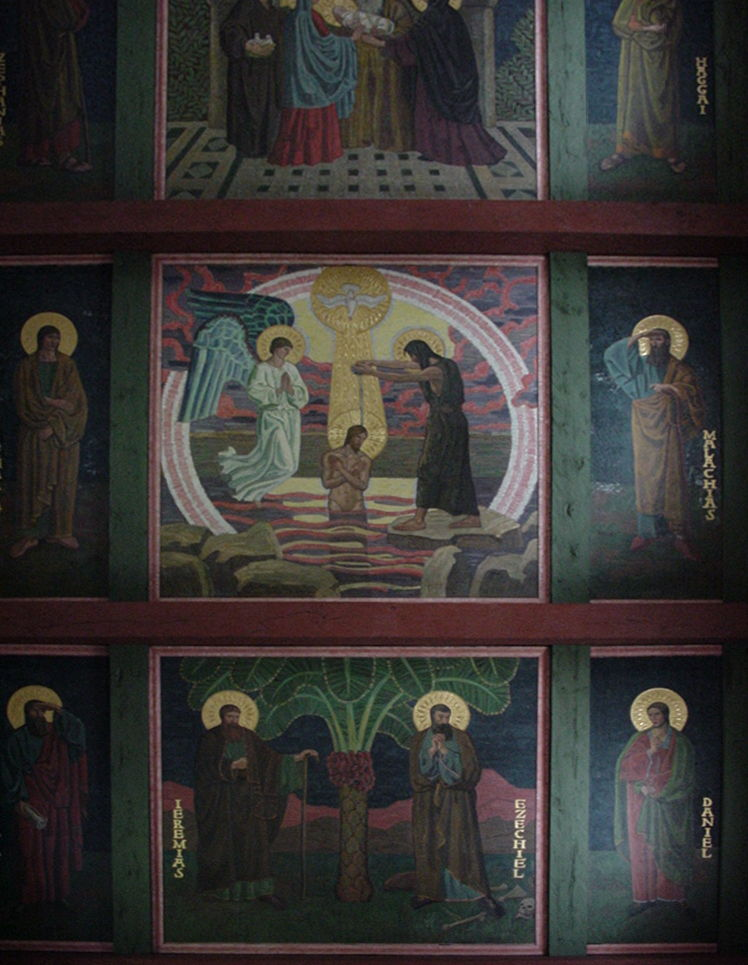
Plafondschildering kerkschip
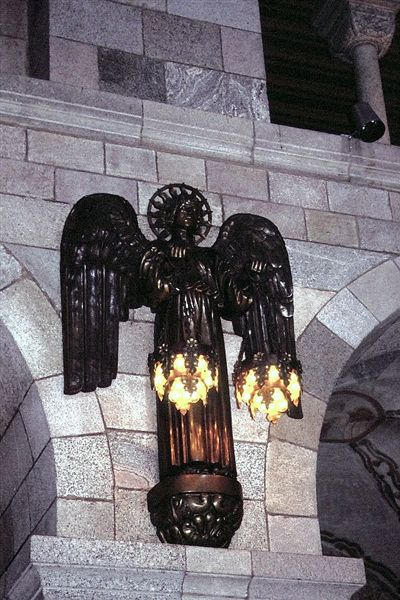
Muurlamp
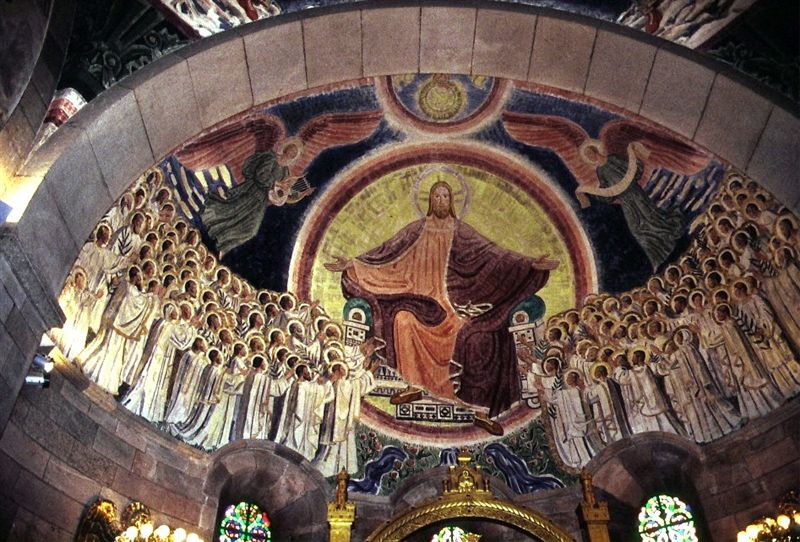
Jongste Gericht in de apsis